# لورا لوبيث فايي
لورا لوبيث فايي (بالإسبانية: Laura López Valle، ولدت في 24 أبريل 1988، بلد الوليد، إسبانيا) سبّاحة متزامنة إسبانية.
حصلت على الميدالية الفضية في دورة الألعاب الأولمبية الصيفية عام 2008، كما حازت على الميدالية الذهبية في بطولة أوروبا للسباحة المتزامنة عام 2008.

## إنجازاتها

### الألعاب الأولمبية الصيفية
- 2008 بكين  الصين:  ميدالية فضية في سباق السباحة المتزامنة في فئة الفرق (Team routine).

### بطولة أوروبا للسباحة (المتزامنة)
- 2006 بودابست  المجر:  ميدالية فضية في سباق السباحة المتزامنة في فئة الفرق-الكومبو الحرة (Free Routine Combination).
- 2006 بودابست  المجر:  ميدالية فضية في سباق السباحة المتزامنة في فئة الفرق الحرة (Team Free Routine).
- 2008 آيندهوفن  هولندا:  ميدالية ذهبية في سباق السباحة المتزامنة في فئة الفرق- الكومبو الحرة (Free Routine Combination).